# Závsí (Slezské Pavlovice)
Závsí (deutsch Hinterhäusel) ist ein erloschener Weiler der Gemeinde Slezské Pavlovice (Deutsch Paulowitz) in Tschechien. Die Wüstung liegt dreieinhalb Kilometer nordwestlich von Osoblaha (Hotzenplotz) nahe der polnischen Grenze und gehört zum Okres Bruntál.

## Geographie
Die Ansiedlung befand sich linksseitig des Prudnik (Braune) am Rande der Slezská nížina (Schlesische Tieflandsbucht) in der Osoblažská nížina (Hotzenplotzer Tiefland).  Südwestlich liegt der Teich Pavlovický rybník I. Die Wüstung ist Teil des Naturdenkmals Osoblažský výběžek.
Nachbarorte sind Slezské Pavlovice im Norden, Racławice Śląskie (Deutsch Rasselwitz), Klisino (Gläsen) und Studnikce (Stubendorf) im Osten, Pomorzowice (Pommerswitz) und Osoblaha im Südosten, Nové Vrbno (Würbenhof) und Rylovka (Rüllenhäuser) im Süden, Krzyżkowice (Kröschendorf) im Südwesten, Skrzypiec (Kreiwitz) und Dytmarów (Dittersdorf) im Westen sowie Lubrza (Leuber) im Nordwesten.

## Geschichte
Die zum bischöflichen Lehngut Deutsch Paulowitz gehörige Häusergruppe entstand neben der Deutsch Paulowitzer Mühle an deren Mühlgraben.
Nach dem Ersten Schlesischen Krieg wurde 1742 westlich der Mühle die Grenze zu Preußisch Schlesien gezogen. In der Josephinischen Landesaufnahme des Herzogtums Ober-Schlesien aus der Mitte des 18. Jahrhunderts ist die Siedlung noch nicht namentlich bezeichnet, jedoch sind außer der Mühle schon weitere Häuser eingezeichnet. Bis 1783 gehörte die Ansiedlung als Teil der mährischen Enklave Deutsch Paulowitz zum Prerauer Kreis, danach zum Troppauer Kreis. Seit 1798 ist der Ortsname Hinterdörfel nachweislich. Faustin Ens erwähnte 1836 bei der Beschreibung des Lehngutes Deutsch-Paulowitz eine dreigängige Mühle an einem wasserreichen Bach, nicht aber den Weiler Hinterdörfel.
Nach der Aufhebung der Patrimonialherrschaften bildete Hinterdörfel ab 1849 eine Ansiedlung der Gemeinde Glemkau im Gerichtsbezirk Hotzenplotz. 1869 löste sich Deutsch-Paulowitz von Glemkau los und bildete mit Hinterdörfel eine eigene Gemeinde, die im gleichen Jahr dem neu gebildeten Bezirk Jägerndorf zugeordnet wurde. Ab 1906 führte der Weiler den Namen Hinterhäusel. Nach dem Ende des Ersten Weltkrieges 1918 wurde Hinterhäusel Teil der neugegründeten Tschechoslowakei. Beim Zensus von 1921 wurde Hinterhäusel als eine zu Deutsch-Paulowitz / Německé Pavlovice zugerechnete Häusergruppe aufgeführt. Der tschechische Ortsname Závsí wurde 1924 eingeführt. 1930 lebten in Hinterhäusel 32 Personen. Nach dem Münchner Abkommen wurde der Weiler im Herbst 1938 dem Deutschen Reich zugesprochen und gehörte bis 1945 zum Landkreis Jägerndorf. Nach dem Ende des Zweiten Weltkrieges kam Závsí zur Tschechoslowakei zurück. Die deutschsprachige Bevölkerung wurde in dieser Zeit vertrieben und der Weiler Závsí nicht wiederbesiedelt. Die Gemeinde Německé Pavlovice wurde 1947 in Slezské Pavlovice umbenannt. 1958 erfolgte eine Grenzbereinigung zwischen der Tschechoslowakei und Polen. Der Gemeinde Slezské Pavlovice wurde dabei der westlich von Závsí zwischen den Bächen Prudník und Sádecký potok in das tschechoslowakische Gebiet hineinragende Zipfel Wiesenland zwischen der Kröschendorfer Mühle und der Deutsch Paulowitzer Mühle zugeordnet. Die verlassenen Häuser von Závsí einschließlich der Mühle und des an der alten Grenze gestandenen Mühlenwehrs im Prudnik wurden abgerissen. Die ehemalige Ortslage Závsí ist heute verbuscht und liegt im Naturdenkmal Osoblažský výběžek. Erhalten ist lediglich der Untergraben der Mühle.